# 49501 Basso
49501 Basso este un asteroid din centura principală de asteroizi.

## Descriere
49501 Basso este un asteroid din centura principală de asteroizi. A fost descoperit pe 13 februarie 1999 la Ceccano de Gianluca Masi. El prezintă o orbită caracterizată de o semiaxă mare de 3,09 ua, o excentricitate de 0,15 și o înclinație de 1,0° în raport cu ecliptica.